# Gaucín (kommun)
Gaucín är en kommun i Spanien.   Den ligger i provinsen Provincia de Málaga och regionen Andalusien, i den södra delen av landet, 500 km söder om huvudstaden Madrid. Antalet invånare är 1 727.